# Plautia judiciaria
La lex Plautia judiciaria va ser una antiga llei romana proposada l'any 89 aC pel tribú de la plebs Marc Plauci Silvà, quan eren cònsols Gneu Pompeu Estrabó i Luci Porci Cató Salonià. Establia que els judicis que es celebressin s'havien de comunicar als cavallers, als senadors i als plebeus.